# Roberta Peters
Roberta Peters (New York, 4 mei 1930 – 18 januari 2017) was een Amerikaanse sopraan.

## Levensloop
Peters verwierf aanzienlijke bekendheid door gedurende vijfendertig jaar verbonden te zijn aan de Metropolitan Opera in New York. Ze ontving de National Medal of Arts in 1998.
Ze werd aangemoedigd door de tenor Jan Peerce en begon studies toen ze dertien was bij William Herman, die bekend stond als een uitstekend stemmenleraar. Onder zijn leiding leerde ze ook Frans, Italiaans en Duits. Na zes jaar training zorgde Herman voor een auditie bij Rudolf Bing, de algemeen directeur van de Metropolitan Opera. Ze zong voor hem de tweede aria uit De Toverfluit en de test gaf zodanig voldoening dat Bing haar contracteerde om de rol te spelen in februari 1951.
Ze begon onverwacht zelfs al vroeger, want in november 1950 werd ze aangezocht om de zieke Nadine Conner te vervangen in de rol van Zerlina in Don Giovanni. Hoewel ze nooit eerder op de scène had gestaan en nog nooit met een orkest was opgetreden, werd haar prestatie met groot enthousiasme begroet, en was haar carrière definitief begonnen.
Ze werd een lieveling van het Amerikaans operapubliek zowel in operahuizen als in voorstellingen voor een massapubliek, waar ze een groot voorstander van was.
Bij de Met vervulde ze rollen zoals
- Susanna in Le nozze di Figaro,
- Despina in Così fan tutte,
- De Koningin van de Nacht in De Toverfluit,
- Amore in Glucks Orpheus en Eurydice,
- Marzeline in Beethovens Fidelio,
- Rosina in De Barbier van Sevilla,
- Adina in L'elisir d'amore,
- Norina in Don Pasquale,
- Oscar in Un ballo in maschera,
- Nanetta in Falstaff,
- Olympia in The Tales of Hoffmann,
- Sophie in Der Rosenkavalier,
- Zerbinetta in Ariadne auf Naxos,
- Adele in Die Fledermaus,
- Amina in La sonnambula,
- Lucia in Lucia di Lammermoor,
- Gilda in Rigoletto.

Met deze laatste rol beëindigde ze in 1985 haar carrière bij de Met.
Met de Met toerde Peters vaak doorheen Amerika en trad ook frequent op in de Cincinnati Opera. Tijdens die tournees nam ze nog andere rollen aan zoals Lakmé van Leo Delibes, Juliette in Roméo en Julia, Massenets Manon, Violetta in La Traviata en Mimì in La Bohème.
Haar buitenlandse optredens omvatten:
- de Royal Opera House in London, waar ze optrad in Balfe's The Bohemian Girl, gedirigeerd door Sir Thomas Beecham,
- verschillende operahuizen in Italië,
- de Weense Staatsopera,
- het Festival van Salzburg,
- het Bolchoi Theater in Moskou.

Peters was zeer populair op tv.
Ze trad ook vaak op in recitals, zowel in concertzalen als voor een massapubliek. In 1962 zong ze voor 13.000 toehoorders in het Lewisohn Stadium in New York.
In haar latere carrière zong ze ook in operettes en musicals, zoals The Merry Widow en The King and I.

## Privé
Peters werd in de Bronx geboren, als dochter van de schoenenverkoper Solomon Peterman en van Ruth Hirsch.
Ze was in 1952 korte tijd gehuwd met de bariton Robert Merrill, meer verliefd op de stem dan op de man, zoals ze later toegaf.
In 1955 trouwde ze met Bertram Fields, met wie ze twee zoons had. Hij overleed in 2010. Zij leed aan Parkinson en stierf in 2017.

## Voetnoten
1. ↑  Fox, Margalit, Roberta Peters, Soprano With a Dramatic Entrance, Dies at 86. The New York Times.
2. ↑  "Music: Italian Opera Night at Stadium; Roberta Peters and Jan Peerce Are Soloists" by Howard Klein (music critic), The New York Times, July 30, 1962.
3. ↑  Sol Peterman from Assembly District 2 Bronx in 1940 Census District 3-162.

- Biblioteca Nacional de España: XX1319605
- Bibliothèque nationale de France: cb13898415w (data)
- CiNii: DA17838412
- Gemeinsame Normdatei: 128872063
- International Standard Name Identifier: 0000 0001 1933 7031
- Library of Congress Control Number: n82099737
- Nationale Bibliotheek van Letland: 000316700
- MusicBrainz: 720160ac-a2e4-49f3-8b51-e53e1863c763
- Nationale Bibliotheek van Tsjechië: xx0200878
- Nationale Bibliotheek van Israël: 987007266413505171
- Nationale Bibliotheek van Polen: a0000002795246
- Nederlandse Thesaurus van Auteursnamen: 107732629
- SNAC: w68924rp
- Système universitaire de documentation: 156170329
- Virtual International Authority File: 37103088
- WorldCat: E39PBJfmv7pY67DhKxXhcJCYT3